# سریال (ادبیات)

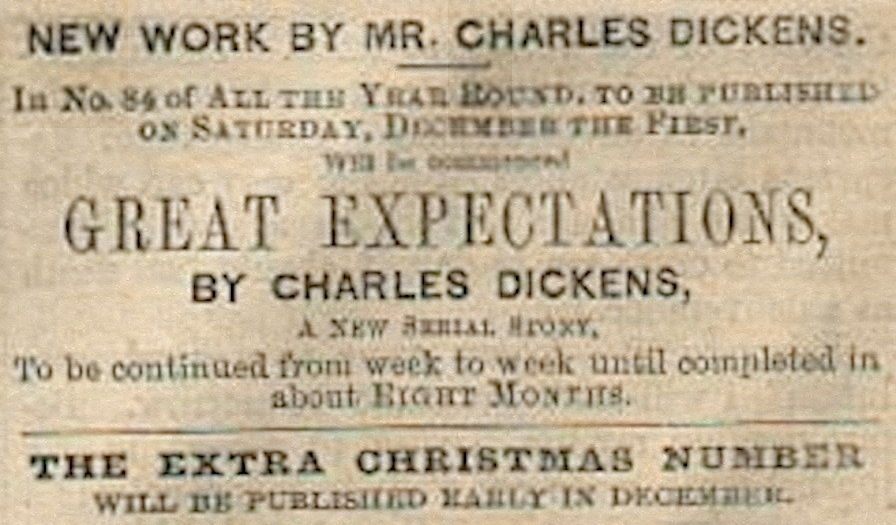
سریال (ادبیات)

سریال (انگلیسی: Serial) در ادبیات، شکلی از انتشار است که در آن، یک اثر واحد به‌صورت بخش‌بخش منتشر می‌شود. برای نمونه، یک رمان در بخش‌های متوالی به‌صورت نسخه‌های جدا از هم یا به‌صورت بخش‌های دنباله‌دار در مجله یا روزنامه و به‌صورت انتشار دوره‌ای چاپ می‌شود.
در قرن هفدهم میلادی، رشد شکل‌های قابل‌حمل حروف چاپی منجر به انتشار داستان‌های اغلب، جدا از هم مانند آرتامن یا کورش بزرگ شد. در همان زمان، کتاب هنوز محصولی گران‌قیمت بود و ناشران، برای کاهش هزینه‌ها و رونق بخشیدن به بازار، آثار بزرگ و مفصل را در نسخه‌های ارزان‌تری به نام جزوه منتشر می‌کردند.
رونق داستان‌های سریالی در میان عامه، عموماً در دوره ویکتوریا رخ داد که در اثر ترکیب چند عامل رخ داد: افزایش سواد، پیشرفت فناوری چاپ و بهتر شدن اوضاع توزیع و اقتصاد. بسیاری از آثار بزرگ ادبی در این دوره، اول بار به صورت نسخه‌های ماهانه یا هفتگی، در مجلات یا روزنامه‌ها پدیدار شدند. موفقیت بزرگ یادداشت‌های پیکویک اثر چارلز دیکنز در ۱۸۳۶، به رونق گرفتن شکل انتشار دوره‌ای و سریالی ادبیات، کمک شایانی کرد. در آن دوره، تمایز مشخصی بین ادبیات باکیفیت و ادبیات بازاری (تجاری) وجود نداشت. در کشورهای آلمانی‌زبان، رمان‌های سریالی به صورت گسترده توسط مجله‌ای هفتگی به‌نام «دی گارتنلاوب» که تیراژی معادل ۳۸۲۰۰۰ نسخه داشت، عمومیت یافته بود. در فرانسه، الکساندر دوما و اوژن سو استادان ژانر ادبیات سریالی بودند. سه تفنگدار و کنت مونت-کریستو اول بار به صورت پاورقی منتشر شدند. کنت مونت-کریستو شامل ۱۳۹ بخش می‌شد. یکی از علت‌های طولانی و مفصل بودن رمان‌های سده نوزدهم، همین انتشار سریالی آن‌ها بود چراکه نویسندگان و ناشران، تا زمانی که داستان موفق بود و نویسندگان به‌ازای هر خط یا بخش، دریافت منظمی داشتند، به کارشان ادامه می‌دادند.